# James Roday
James Roday, rodným jménem James David Rodriguez (* 4. dubna 1976, San Antonio, Texas, Spojené státy americké) je americký herec, režisér a scenárista. Proslavil se rolí Shawna Spencera v seriálu Agentura Jasno. Od roku 2019 hraje jednu z hlavních rolí v seriálu A Million Little Things.

## Životopis
Roday se narodil v San Antoniu v Texasu. Je synem Jaimeho Rodrigueza a Irene Rodriguez. Jeho otec pracoval jako seržant Air Force. Má mexické, anglické, irské a skotské kořeny.
Studoval divadlo na Newyorské univerzitě a získal titul bakaláře umění. Ve 22 letech si zvolil své profesionální jméno James Roday.

## Kariéra

### Divadlo
Svojí kariéru zahájil několika divadelními produkcemi, jako Three Sisters, A Respectable Wedding a Severity's Mistressi. Hlavní roli si zahrál ve hře Sexual Perversity in Chicago a Extinction, který produkoval se svojí divadelní společností Red Dog Squadron, pro kterou také zrežíroval hru Greedy a napsal a zrežíroval hru Sustenance. V prosinci roku 2016 si zahrál v newyorské produkci hry White Rabbit Red Rabbit od irské scenáristky Nassim Soleimanpour.

### Film a televize
V roce 1999 se poprvé objevil na filmovém plátně s filmem Brzy to přijde, po boku Ryana Reynoldse a Ashtona Kutchera. V roce 2003 si zahrál ve filmu Ubaleno v Kansasu a v roce 2005 Nechoď klepat na dveře. S Toddem Harthanem a Jamesem DeMonacou napsali scénář k filmu Vlci, který měl premiéru v roce 2006. Také spolupracoval na scénáři k filmu Driver. Zlom v kariéře nastal se získáním role Shawna Spencera v seriálu Agentura Jasno. Seriál měl premiéru 7. července 2006. Seriál se vysílal až do roku 2014. Poté, co skončil práci na seriálu, se vrhl na nezávislé filmy a různé pilotní díly. Objevil se například v nezávislém filmu Toma E. Browna Pushing Dead. Zrežíroval díly seriálu Policie Battle Creek, Křižovatka smrti, Vražedné Miami, Blood Drive a The Resident. V roce 2013 zrežíroval svůj první film Gravy, ke kterém také napsal scénář s Toddem Harthanem. Stal se také tvůrcem, scenáristou a režisérem pilotních dílů Shoot The Moon, pro stanici USA a Quest for Truth, pro E!
V roce 2017 se vrátil ke své nejúspěšnější roli Shawna a zahrál si a produkoval film Psych: The Movie. Film měl premiéru v prosinci roku 2017. V únoru roku 2018 získal hlavní roli v dramatickém seriálu stanice ABC A Million Little Things. V roce 2018 začal pracovat na produkci svého druhého hororového filmu Treehouse, v hlavní roli s Jimmi Simpsonem.

## Osobní život
Během let 2006 až 2013 chodil s herečkou Maggie Lawson, se kterou se seznámil na natáčení seriálu Agentura Jasno.

## Filmografie

### jako herec
| Rok     | Název                     | Role                      | Poznámky                                     |
| ------- | ------------------------- | ------------------------- | -------------------------------------------- |
| 1999    | Brzy to přijde            | Chad                      |                                              |
| 1999    | Ryan Caulfield: Year One  | Vic                       | hlavní role                                  |
| 2000    | Believe                   | Bruce Arm / agent Johnny  | krátkometrážní film                          |
| 2000    | Get Real                  | Trent Sykes               |                                              |
| 2001    | First Years               | Edgar                     | hlavní role                                  |
| 2002    | Repli-Kate                | Max                       |                                              |
| 2002    | Providence                | Alexander Conrad          |                                              |
| 2002    | Showtime                  | Maxis, kameraman          |                                              |
| 2002    | Ubaleno v Kansasu         | Dick Murphy               |                                              |
| 2003    | Miss Match                | Nick Paine                | hlavní role                                  |
| 2005    | Nechoď klepat na dveře    | Mickey, asistent režiséra |                                              |
| 2005    | The Dukes of Hazzard      | Billy Prickett            |                                              |
| 2006    | Beerfest                  | German Messenger          |                                              |
| 2006–14 | Agentura Jasno            | Shawn Spencer             | také scenárista, režisér a producent         |
| 2008    | Podstata strachu          | Carlos                    | díl: „In Sickness and in Health“             |
| 2009    | Gamer                     | Televizní hlasatel        |                                              |
| 2011    | WWE Tough Enough          | Himself                   | díl: „I've Been Bamboozled & Flabbergasted“  |
| 2011    | Láska bolí                | Jeff                      | díl: „Too Much Informations“                 |
| 2012    | WWE Raw super show        | Himself                   | speciální host                               |
| 2013    | Mr. Payback               | Malikai                   | krátkometrážní film                          |
| 2015    | Gravy                     | Marty                     | také režisér a scenárista                    |
| 2015    | Good Session              | Joel                      | neprodaný televizní pilot                    |
| 2015    | Christmas Eve             | B                         |                                              |
| 2015    | Baby Baby Baby            | J.B.                      |                                              |
| 2015    | The Nerd Herd             | Kip Mitchell              | neprodaný televizní pilot                    |
| 2016    | Pushing Dead              | Dan Schauble              | hlavní role                                  |
| 2017    | Psych: The Movie          | Shawn Spencer             | TV film, také scenárista a výkonný producent |
| 2018    | Fortune Rookie            | Roday                     | 4 díly                                       |
| 2018–23 | A Million Little Things   | Gary                      | hlavní role                                  |
| 2019    | The Buddy Games           | Zane                      |                                              |
| 2019    | Berserk                   | strážník Duane            |                                              |
| 2020    | Psych 2: Lassie Come Home | Shawn Spencer             | TV film, také scenárista a výkonný producent |

### jako režisér
| Rok       | Název                | Role                                   | Poznámky |
| --------- | -------------------- | -------------------------------------- | -------- |
| 2009–14   | Agentura Jasno       | 8 řada                                 |          |
| 2014      | Shoot The Moon       | pilotní díl                            |          |
| 2015      | Gravy                |                                        |          |
| 2015      | Policie Battle Creek | díl: „Homecoming“                      |          |
| 2015      | Quest For Truth      | pilotní díl                            |          |
| 2015–16   | Vražedné Miami       | 5 dílů                                 |          |
| 2016      | Křižovatka smrti     | díl: „Knock, Knock... House Creeping!“ |          |
| 2017      | Blood Drive          | 2 díly                                 |          |
| 2018–2019 | Doktoři              | 4 díly                                 |          |
| 2019      | Treehouse            |                                        |          |

### jako scenárista
| Rok     | Název                     | Role              | Poznámky |
| ------- | ------------------------- | ----------------- | -------- |
| 2002    | The Driver                | nepoužitý koncept |          |
| 2006    | Vlci                      |                   |          |
| 2006–14 | Agentura Jasno            | 16 dílů           |          |
| 2014    | Shoot The Moon            | pilotní díl       |          |
| 2015    | Quest For Truth           | pilotní díl       |          |
| 2015    | Gravy                     |                   |          |
| 2017    | Psych: The Movie          |                   |          |
| 2018    | Treehouse                 |                   |          |
| 2020    | Psych 2: Lassie Come Home |                   |          |